# Heterorhachis
Heterorhachis é um género botânico pertencente à família Asteraceae.
Este género possui uma única espécie, Heterorhachis aculeata, que é originária da África do Sul.
Trata-se de um género reconhecido pelo sistema de classificação filogenética Angiosperm Phylogeny Website.

## Descrição
É um arbusto, com ramos muito frondosos no topo, pubescente (não lanosa), as folhas muito rígidas, pubérulas em ambos os lados, os segmentos superiores pinatissectos, com 2-3 pares,  com margens reflexas, lanceoladas, acuminadas. Muito semelhante a 	
Berkheya palmata na folhagem e no aspecto geral, mas sem pilosidade, com folhas maiores, diferindo especialmente na forma.

## Taxonomia
Heterorhachis aculeata foi descrita por (Burm.f.) Roessler e publicada em Mitt. Bot. Staatssamml. München iii. 313 (1959).

## Sinonimia
Segundo o The Plant List, esta espécie tem os seguintes sinónimos:
- Berkheya eryngiifolia Less.
- Berkheya palmata (Thunb.) Willd.
- Berkheya pinnata (Thunb.) Less.
- Carlina aculeata Burm.f.
- Crocodilodes eryngiifolium (Less.) Kuntze
- Crocodilodes palmatum (Thunb.) Kuntze
- Crocodilodes pinnatum (Thunb.) Kuntze
- Heterorhachis spinosissima Sch.Bip. ex Walp.
- Rohria palmata Thunb.
- Stobaea pinnata Thunb.